# Rihards Butkus
Rihards Butkus (in russo Рихард Гунарович Буткус?, Richard Gunarovič Butkus; Riga, 25 agosto 1972 – 10 marzo 2021) è stato un calciatore lettone, di ruolo centrocampista.

## Carriera

### Club
Ha cominciato la sua carriera nel Daugava Rīga, formazione di Vtoraja Liga. Passato nel 1991 al Pārdaugava, con tale club ha avuto la possibilità di giocare il primo campionato lettone. In seguito ha giocato per DAG Riga, Amstrig Rīga e LU/Daugava Riga, cambiando squadra ad ogni stagione. Con quest'ultimo club (che nulla aveva a che fare con l'omonima squadra con la quale aveva cominciato la carriera) disputò quattro partite di Coppa Intertoto UEFA 1996.
Nel 1998 scende di categoria trovando ingaggio col Policijas, con cui vince immediatamente la 1. Līga 1998, ottenendo la promozione in massima serie. Nel 2000 si trasferì al Rīga, mentre nel 2001 chiuse la carriera nel Valmiera.

### Nazionale
Tra il 1995 e il 1996 ha totalizzato tre presenze nella nazionale lettone.
Il suo esordio avvenne il 26 aprile 1995, nella gara contro l'Irlanda del Nord valida per le Qualificazioni al campionato europeo di calcio 1996, in cui entrò al posto dell'infortunato Oļegs Blagonadeždins, per poi essere a sua volta sostituito da Boriss Monjaks. Con la sua seconda presenza si assicurò la vittoria della Coppa del Baltico 1995.

## Statistiche

### Cronologia presenze e reti in Nazionale
| Cronologia completa delle presenze e delle reti in nazionale ― Lettonia | Cronologia completa delle presenze e delle reti in nazionale ― Lettonia | Cronologia completa delle presenze e delle reti in nazionale ― Lettonia | Cronologia completa delle presenze e delle reti in nazionale ― Lettonia | Cronologia completa delle presenze e delle reti in nazionale ― Lettonia | Cronologia completa delle presenze e delle reti in nazionale ― Lettonia | Cronologia completa delle presenze e delle reti in nazionale ― Lettonia | Cronologia completa delle presenze e delle reti in nazionale ― Lettonia |
| Data                                                                    | Città                                                                   | In casa                                                                 | Risultato                                                               | Ospiti                                                                  | Competizione                                                            | Reti                                                                    | Note                                                                    |
| ----------------------------------------------------------------------- | ----------------------------------------------------------------------- | ----------------------------------------------------------------------- | ----------------------------------------------------------------------- | ----------------------------------------------------------------------- | ----------------------------------------------------------------------- | ----------------------------------------------------------------------- | ----------------------------------------------------------------------- |
| 26-4-1995                                                               | Riga                                                                    | Lettonia                                                                | 0 – 1                                                                   | Irlanda del Nord                                                        | Qual. Euro 1996                                                         | -                                                                       | 29’ 71’                                                                 |
| 19-5-1995                                                               | Riga                                                                    | Lettonia                                                                | 2 – 0                                                                   | Estonia                                                                 | Coppa del Baltico 1995                                                  | -                                                                       | 65’                                                                     |
| 12-3-1996                                                               | Larnaca                                                                 | Cipro                                                                   | 1 – 0                                                                   | Lettonia                                                                | Amichevole                                                              | -                                                                       | 82’                                                                     |
| Totale                                                                  |                                                                         | Presenze                                                                | 3                                                                       |                                                                         | Reti                                                                    | 0                                                                       |                                                                         |

## Palmarès

### Club
- 1. Līga: 1

Policijas: 1998

### Nazionale
- Coppa del Baltico: 1

1995